# 寂靜主義
寂静主义（英語：quietism），是基督教内部兴起于17世纪的一场注重灵修的神秘主义运动。在最初，它曾受到天主教会的谴责，但仍然对天主教产生了影响。寂静主义也存在于贵格会的内在之光教义中。它强调沉思与内心的沉静，并且寻求与上帝的直接结合。这种“走向上帝之旅”的精神旅程的特点是精神上的极大被动，以及在神圣意志面前对自我的完全弃绝。对于寂静主义者来说，死前与上帝结合是基督徒生活的目标。根据让-罗伯特·阿莫加特神父的说法，所谓的寂静主义态度是所有神秘主义和一般基督教神秘主义所具有的特征。围绕寂静主义的争论在17世纪发生得非常激烈。.

## 历史

### 起源
寂静主义是一次灵修运动，与基督教的一些更早时期的传统有关，例如13和14世纪的静修主义，或14和15世纪的新灵修运动。

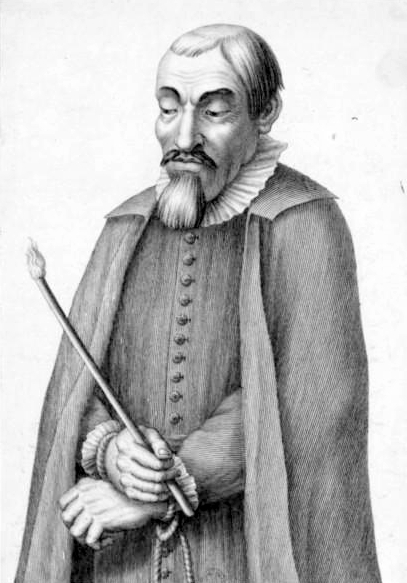
米格尔·德·莫利诺斯

寂静主义起源于约17世纪末的意大利。它是由西班牙神父兼神学家米格尔·德·莫利诺斯（1628-1696）宣扬的，他在他的《灵程指引》（1675）中阐述了这一学说。莫利诺斯神父在他的著作中解释说：“当灵魂成功地与上帝紧密结合时，它发现自己处于一种完美的休息状态（拉丁语：quies），然后就不再有任何行为可产生，不需要做出任何努力，甚至不需要抵抗诱惑：灵魂不再犯罪，即使它似乎违背了上帝的律法”。
这些论点的后果是对天主教会教阶结构的轻视（这类沉思进行于教会的任何框架之外），以及对自己的任何欲望和任何行为（例如祈祷、感谢、抵制诱惑）和放弃犯罪的拒绝：未经同意的犯罪不会妨碍与上帝的完美结合。

这一教义被指控“轻蔑地无视教会权威，提倡道德败坏”，在1687年受到教皇依诺增爵十一世于《天上的牧者》谕令中的谴责。莫利诺斯被迫公开放弃信仰，后来在软禁他的修道院内逝世。

### 在法国的复兴

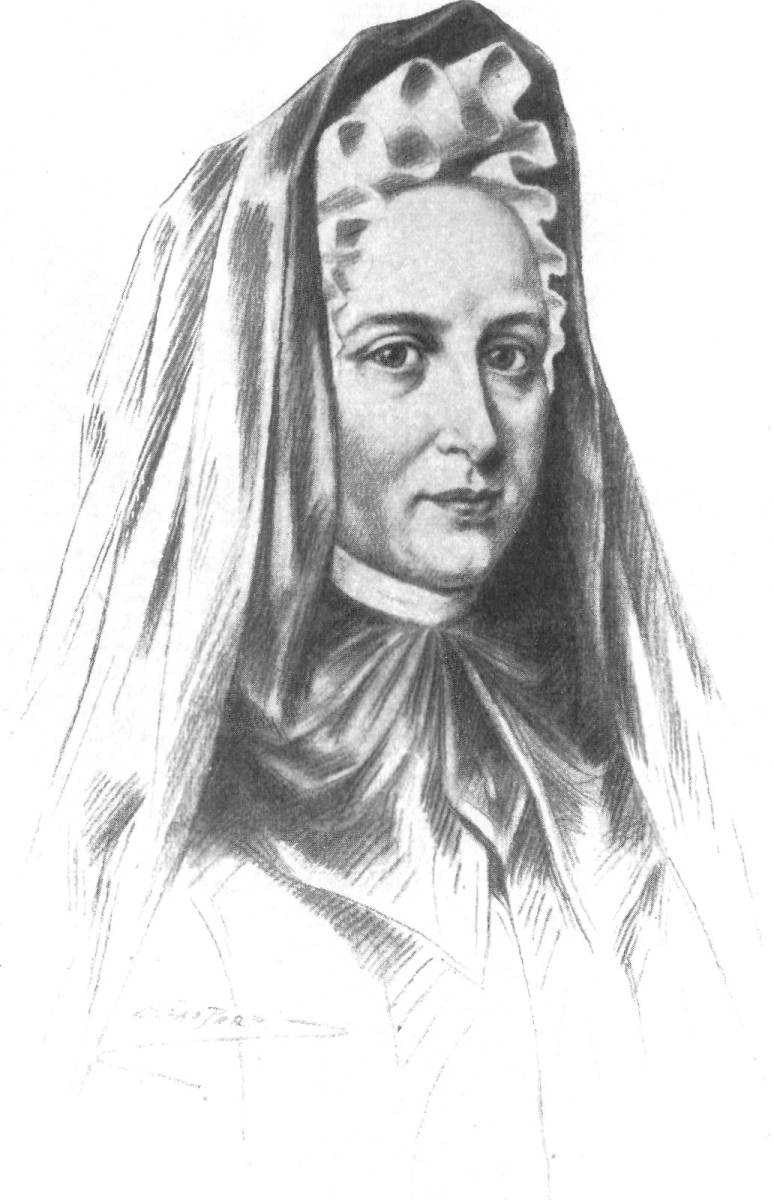
盖恩夫人

在这一谴责事件之后，一位年轻的法国神秘主义者—让娜·玛丽·布维埃·德拉莫特（法語：Jeanne-Marie Bouvier de la Motte），即盖恩夫人（法語：Madame Guyon）(1648-1717），传播了一种与莫利诺斯的思想接近的“上帝的纯粹之爱”理论。她的教导代表了一种反智主义和反行动主义的做法，是对同一时期在荷兰和德国发展起来的新教虔敬主义的反应。她的著作多次导致她被关进修道院。弗朗索瓦·芬乃伦被盖恩夫人的想法所吸引，成为她著作与思想的推动者和捍卫者。.
1695年，应路易十四的要求（在曼特农夫人的影响下）成立了一个委员会。这个以雅克-贝尼涅·博须埃为主席的委员会谴责了盖恩夫人的思想观点。但在1697年，芬乃伦发表了《圣人内在生活箴言解释》一书，并在书中依靠希腊教父（特别是亚历山大的革利免和约翰·卡西安）和众多西方神秘主义的基督徒的神学观点来捍卫“纯粹的爱”教义。
芬乃伦与博须埃之间开始了一场辩论，最终在1699年，以教皇依诺增爵十二世对芬乃伦作品的谴责而结束。

### 谴责的后果

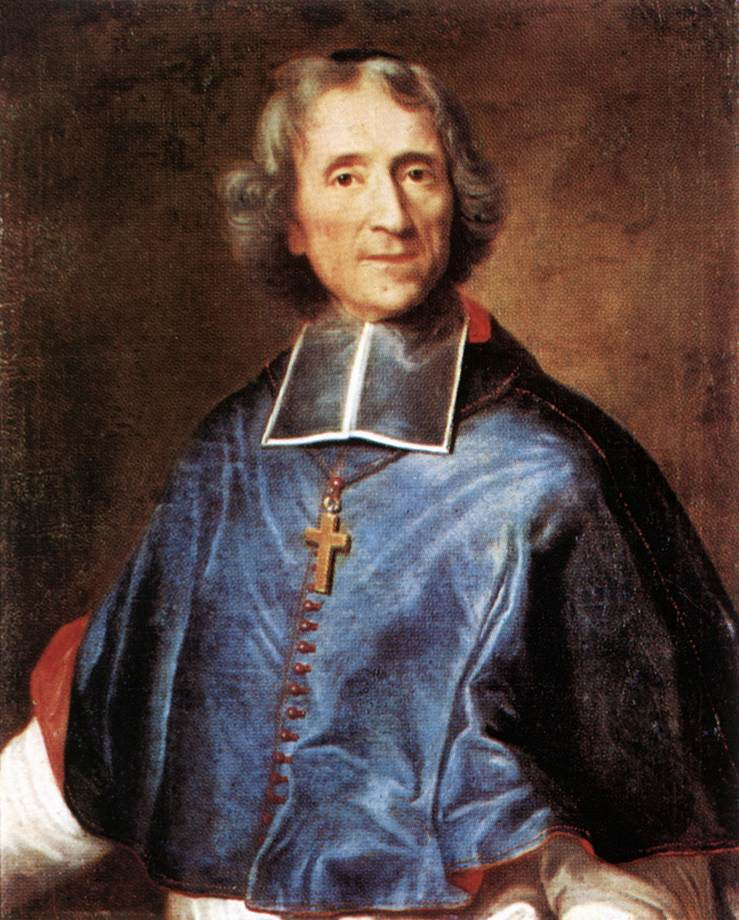
弗朗索瓦·芬乃伦

这一谴责标志着博须埃战胜了芬乃伦，并在接下来的一个世纪里，使基督教神秘主义名誉扫地，并导致其在法国消亡，历史学家路易·科涅称之为“神秘主义者的黄昏”。法国天主教至今仍存留有这次争端的烙印，根据亨利·布勒蒙的说法，这次争端导致了“对上帝饥渴的结束”。.
因此，一些神秘主义者，有些甚至早于莫利诺斯的时期，也被某些作者视为“寂静主义者”。例如，圣女大德兰就是这种情况，这迫使罗伯特·阿诺德·安迪利等作家为她开脱。
处于同样境况的是被芬乃伦在他的著作《圣人格言》中引用的圣十字若望。他因法国社会对寂静主义的谴责而在法国声誉受损。

## 与贵格会思想的关系
贵格会创始人乔治·福克斯得出的结论是，只有通过沉默让自己接近圣灵，才能达到真正的属灵，正是在这个极其接近寂静主义的思想基础上，他建立了贵格会运动。19世纪末，寂静主义思想在英国贵格会中也发挥了重要作用，当时贵格会成员威廉·波拉德（William Pollard）、弗朗西斯·弗里斯（Francis Frith）和W. E.特纳（W. E. Turner）于1884年出版，并于1886年再版了一本题为《三个朋友的合理信仰》的小册子；该接近寂静主义思想的出版物引发了与贵格会运动中福音派的激烈争论。